# ژیراتور

نماد ژیراتور

ژیراتور (به انگلیسی: Gyrator) یک عنصر دوقطبی، خطی، بی‌اتلاف و غیرفعال است که با معادلات زیر توصیف می‌شود:
{\displaystyle v_{2}=Ri_{1}}
{\displaystyle v_{1}=-Ri_{2}}

که R در هر دو معادله یک ثابت است و مقاومت ژیرایش خوانده می‌شود.
{\displaystyle Z={\begin{bmatrix}0&-R\\R&0\end{bmatrix}},\quad Y={\begin{bmatrix}0&G\\-G&0\end{bmatrix}},\quad G={\frac {1}{R}}}
پس ژیراتور یک عنصر خطی تغییرناپذیر با زمان است، زیرا ولتاژها با یک رابطهٔ خطی به جریان‌ها مرتبط می‌شوند. همچنین با توجه به رابطهٔ زیر، توان ژیراتور صفر است، یعنی توان ورودی و خروجی آن برابر است.
{\displaystyle v_{1}(t)i_{1}(t)+v_{2}(t)i_{2}(t)=0}
ژیراتور از قضیه هم‌پاسخی پیروی نمی‌کند؛ بنابراین، ژیراتور یک شبکه متقابل نیست. امپدانس منتقل شده با استفاده از رابطهٔ زیر محاسبه می‌شود:
{\displaystyle \ Z_{\mathrm {in} }={\frac {R^{2}}{Z_{\mathrm {load} }}}}

## شبیه‌سازی القاگر

یک مثال از شبیه‌سازی القاگر

{\displaystyle Z=R_{\mathrm {L} }+j\omega L\,\!}
{\displaystyle Z_{\mathrm {in} }=\left(R_{\mathrm {L} }+j\omega R_{\mathrm {L} }RC\right)\|\left(R+{1 \over {j\omega C}}\right)}
{\displaystyle Z_{\mathrm {in} }=R_{\mathrm {L} }+j\omega R_{\mathrm {L} }RC\,\!}